# جي بي دي بلواي 2021
جي بي دي بلواي 2021 (بالفرنسية: Grand Prix de Plouay féminin 2021)‏ هو سباق دراجات هوائية، وهو الموسم رقم 23 من جي بي دي بلواي، وأقيم في 30 أغسطس 2021، وامتدّ لمسافة 150.15 كيلومتر، وهو أحد سباقات طواف العالم للدراجات للسيدات 2021، وشارك فيه 85 متسابقاً ووصل إلى نهايته 60 متسابقاً.
فاز بالمركز الأول إليسا ونغو بورغيني، وبالمركز الثاني غلاديس فيرهلست ‏، وبالمركز الثالث كريستين فولكنر.

## الفرق
| فرق سيدات عالمية (7)- ألي بي تي سي ليوبليانا 2021 ‏ - كانيون إس آر إيه إم راسينغ 2021 ‏ - FDJ–Suez ‏ - ليف ريسينغ 2021 ‏ - إس دي وركس 2021 ‏ - فريق سنويب للسيدات 2021 ‏ - Lidl–Trek (women's team) ‏ فرق دراجات قارية سيدات (8)- Ceratizit Pro Cycling ‏ - ماسي تكتيك 2021 ‏ - اركيا للسيدات 2021 ‏ - جامبو فيسما للسيدات ‏ - باركهوتل فالكنبورغ 2021 ‏ - شارينت ماريتايم سيكلينج للسيدات سيكلينج 2021 ‏ - EF Education–Tibco–SVB ‏ - فالكار سيلانس 2021 ‏ |  |
| |  |

## المشاركون
| Lidl–Trek (women's team) ‏ TFS | Lidl–Trek (women's team) ‏ TFS | Lidl–Trek (women's team) ‏ TFS |
| ----------------------------- | ----------------------------- | ----------------------------- |
| م                             | عداء                          | مرتبة                         |
| 1                             | Lizzie Deignan                | 7                             |
| 2                             | Audrey Cordon-Ragot           | لم يكمل السباق                |
| 3                             | إليسا ونغو بورغيني (طريق)     | 1                             |
| 5                             | تايلر وايلز                   | لم يكمل السباق                |
| 6                             | روث ويندر                     | لم يكمل السباق                |

| فالكار سيلانس ‏ VAL | فالكار سيلانس ‏ VAL | فالكار سيلانس ‏ VAL |
| ------------------ | ------------------ | ------------------ |
| م                  | عداء               | مرتبة              |
| 11                 | إيلينا بيروني      | 40                 |
| 12                 | كيارا كونسوني      | لم يكمل السباق     |
| 13                 | Ilaria Sanguineti ‏ | 23                 |
| 14                 | Silvia Persico ‏    | 11                 |
| 15                 | Martina Alzini ‏    | 39                 |
| 16                 | Silvia Pollicini ‏  | 58                 |

| فريق سنويب للسيدات ‏ DSM | فريق سنويب للسيدات ‏ DSM | فريق سنويب للسيدات ‏ DSM |
| ----------------------- | ----------------------- | ----------------------- |
| م                       | عداء                    | مرتبة                   |
| 21                      | فرانشيسكا كوش ‏          | 42                      |
| 22                      | جولييت لابوس            | 22                      |
| 23                      | ليان ليبرت              | 27                      |
| 24                      | فلورتجي ماكايج          | 24                      |
| 25                      | Wilma Olausson ‏         | 46                      |
| 26                      | Coryn Rivera            | 8                       |

| يو أي أيه تيم ‏ ALE | يو أي أيه تيم ‏ ALE              | يو أي أيه تيم ‏ ALE |
| ------------------ | ------------------------------- | ------------------ |
| م                  | عداء                            | مرتبة              |
| 31                 | مارغريتا فيكتوريا غارسيا (طريق) | 21                 |
| 32                 | يوجينة بوجاك (طريق)             | 6                  |
| 33                 | تاتيانا جوديرزو                 | 18                 |
| 34                 | صوفي رايت                       | 55                 |
| 35                 | Urša Pintar ‏                    | 17                 |

| ليف ريسينغ ‏ LIV | ليف ريسينغ ‏ LIV       | ليف ريسينغ ‏ LIV |
| --------------- | --------------------- | --------------- |
| م               | عداء                  | مرتبة           |
| 41              | صوفيا بيرتيزولو       | 4               |
| 42              | ثريا بالادين          | 25              |
| 43              | Pauliena Rooijakkers ‏ | 30              |
| 44              | Sabrina Stultiens ‏    | لم يكمل السباق  |

| باركهوتل فالكنبورغ ‏ PHV | باركهوتل فالكنبورغ ‏ PHV | باركهوتل فالكنبورغ ‏ PHV |
| ----------------------- | ----------------------- | ----------------------- |
| م                       | عداء                    | مرتبة                   |
| 51                      | Sylvie Swinkels ‏        | لم يكمل السباق          |
| 52                      | Rachel Neylan ‏          | 19                      |
| 53                      | Belle de Gast ‏          | لم يكمل السباق          |
| 54                      | Marit Raaijmakers ‏      | 51                      |
| 55                      | كيرستي فان هافتن        | 60                      |
| 56                      | Pien Limpens ‏           | 43                      |

| اركيا للسيدات ‏ ARK | اركيا للسيدات ‏ ARK       | اركيا للسيدات ‏ ARK |
| ------------------ | ------------------------ | ------------------ |
| م                  | عداء                     | مرتبة              |
| 61                 | شارلوت بيكر              | لم يكمل السباق     |
| 62                 | Typhaine Laurance ‏       | 44                 |
| 63                 | غلاديس فيرهلست ‏          | 2                  |
| 64                 | Greta Richioud ‏          | لم يكمل السباق     |
| 65                 | Marie-Morgane Le Deunff ‏ | لم يكمل السباق     |
| 66                 | Lucie Jounier ‏           | 37                 |

| إس دي وركس ‏ SDW | إس دي وركس ‏ SDW           | إس دي وركس ‏ SDW |
| --------------- | ------------------------- | --------------- |
| م               | عداء                      | مرتبة           |
| 71              | أنا فان دير بريغين (طريق) | لم يكمل السباق  |
| 72              | Niamh Fisher-Black ‏       | 12              |
| 73              | Anna Shackley ‏            | 20              |
| 74              | روكسان فورنييه            | 57              |
| 75              | آشلي مولمان               | 9               |
| 76              | كارول آن كانويل           | لم يكمل السباق  |

| EF Education–Tibco–SVB ‏ TIB | EF Education–Tibco–SVB ‏ TIB | EF Education–Tibco–SVB ‏ TIB |
| --------------------------- | --------------------------- | --------------------------- |
| م                           | عداء                        | مرتبة                       |
| 81                          | كريستين فولكنر              | 3                           |
| 82                          | Diana Peñuela ‏              | لم يكمل السباق              |
| 83                          | ليا ديكسون ‏                 | لم يكمل السباق              |
| 84                          | نينا كيسلر                  | 34                          |
| 85                          | Tanja Erath ‏                | لم يكمل السباق              |
| 86                          | Abi Smith ‏                  | 16                          |

| FDJ–Suez ‏ FDJ | FDJ–Suez ‏ FDJ       | FDJ–Suez ‏ FDJ |
| ------------- | ------------------- | ------------- |
| م             | عداء                | مرتبة         |
| 91            | مارتا كافالي        | 26            |
| 92            | Stine Borgli ‏       | 36            |
| 93            | Victorie Guilman ‏   | 48            |
| 94            | Marie Le Net ‏       | 28            |
| 95            | Évita Muzic ‏ (طريق) | 5             |
| 96            | جادي فيل            | 49            |

| كانيون–إس آر إيه إم ‏ CSR | كانيون–إس آر إيه إم ‏ CSR | كانيون–إس آر إيه إم ‏ CSR |
| ------------------------ | ------------------------ | ------------------------ |
| م                        | عداء                     | مرتبة                    |
| 101                      | ألينا أمياليوسيك         | 32                       |
| 102                      | Elise Chabbey ‏           | 13                       |
| 103                      | تيفاني كرومويل           | 33                       |
| 104                      | Neve Bradbury ‏           | 53                       |
| 105                      | Mikayla Harvey ‏          | 31                       |
| 106                      | هانا لودفيغ              | لم يكمل السباق           |

| جامبو فيسما للسيدات ‏ TJV | جامبو فيسما للسيدات ‏ TJV | جامبو فيسما للسيدات ‏ TJV |
| ------------------------ | ------------------------ | ------------------------ |
| م                        | عداء                     | مرتبة                    |
| 111                      | Nancy van der Burg ‏      | لم يكمل السباق           |
| 112                      | ريجان ماركوس             | 35                       |
| 113                      | Aafke Soet ‏              | لم يكمل السباق           |
| 114                      | Julie Van de Velde ‏      | 52                       |
| 115                      | آنا هندرسون              | 10                       |
| 116                      | Amber Kraak ‏             | 38                       |

| شارينت ماريتايم سيلينج للسيدات ‏ CMW | شارينت ماريتايم سيلينج للسيدات ‏ CMW | شارينت ماريتايم سيلينج للسيدات ‏ CMW |
| ----------------------------------- | ----------------------------------- | ----------------------------------- |
| م                                   | عداء                                | مرتبة                               |
| 121                                 | Arianna Pruisscher ‏                 | لم يكمل السباق                      |
| 122                                 | Coralie Demay ‏                      | لم يكمل السباق                      |
| 123                                 | Maëva Squiban ‏                      | لم يكمل السباق                      |
| 124                                 | Manon Souyris ‏                      | لم يكمل السباق                      |
| 125                                 | India Grangier ‏                     | 14                                  |
| 126                                 | Noémie Abgrall ‏                     | لم يكمل السباق                      |

| ماسي تكتيك تيم للسيدات ‏ MAT | ماسي تكتيك تيم للسيدات ‏ MAT | ماسي تكتيك تيم للسيدات ‏ MAT |
| --------------------------- | --------------------------- | --------------------------- |
| م                           | عداء                        | مرتبة                       |
| 131                         | Vita Heine ‏ (طريق)          | 54                          |
| 132                         | Špela Kern ‏                 | 29                          |
| 133                         | Mireia Benito ‏              | 56                          |
| 134                         | Mireia Trias ‏               | 59                          |
| 135                         | Olivia Baril ‏               | 47                          |
| 136                         | Maaike Coljé ‏               | 41                          |

| Ceratizit Pro Cycling ‏ WNT | Ceratizit Pro Cycling ‏ WNT | Ceratizit Pro Cycling ‏ WNT |
| -------------------------- | -------------------------- | -------------------------- |
| م                          | عداء                       | مرتبة                      |
| 141                        | Laura Asencio ‏             | 50                         |
| 142                        | إيريكا ماجندي              | 15                         |
| 144                        | Kathrin Hammes ‏            | 45                         |
| 145                        | Sarah Rijkes ‏              | لم يكمل السباق             |
| 146                        | Lara Vieceli ‏              | لم يكمل السباق             |

| Lidl–Trek (women's team) ‏ TFS | Lidl–Trek (women's team) ‏ TFS | Lidl–Trek (women's team) ‏ TFS |
| ----------------------------- | ----------------------------- | ----------------------------- |
| م                             | عداء                          | مرتبة                         |
| 1                             | Lizzie Deignan                | 7                             |
| 2                             | Audrey Cordon-Ragot           | لم يكمل السباق                |
| 3                             | إليسا ونغو بورغيني (طريق)     | 1                             |
| 5                             | تايلر وايلز                   | لم يكمل السباق                |
| 6                             | روث ويندر                     | لم يكمل السباق                |

| فالكار سيلانس ‏ VAL | فالكار سيلانس ‏ VAL | فالكار سيلانس ‏ VAL |
| ------------------ | ------------------ | ------------------ |
| م                  | عداء               | مرتبة              |
| 11                 | إيلينا بيروني      | 40                 |
| 12                 | كيارا كونسوني      | لم يكمل السباق     |
| 13                 | Ilaria Sanguineti ‏ | 23                 |
| 14                 | Silvia Persico ‏    | 11                 |
| 15                 | Martina Alzini ‏    | 39                 |
| 16                 | Silvia Pollicini ‏  | 58                 |

| فريق سنويب للسيدات ‏ DSM | فريق سنويب للسيدات ‏ DSM | فريق سنويب للسيدات ‏ DSM |
| ----------------------- | ----------------------- | ----------------------- |
| م                       | عداء                    | مرتبة                   |
| 21                      | فرانشيسكا كوش ‏          | 42                      |
| 22                      | جولييت لابوس            | 22                      |
| 23                      | ليان ليبرت              | 27                      |
| 24                      | فلورتجي ماكايج          | 24                      |
| 25                      | Wilma Olausson ‏         | 46                      |
| 26                      | Coryn Rivera            | 8                       |

| يو أي أيه تيم ‏ ALE | يو أي أيه تيم ‏ ALE              | يو أي أيه تيم ‏ ALE |
| ------------------ | ------------------------------- | ------------------ |
| م                  | عداء                            | مرتبة              |
| 31                 | مارغريتا فيكتوريا غارسيا (طريق) | 21                 |
| 32                 | يوجينة بوجاك (طريق)             | 6                  |
| 33                 | تاتيانا جوديرزو                 | 18                 |
| 34                 | صوفي رايت                       | 55                 |
| 35                 | Urša Pintar ‏                    | 17                 |

| ليف ريسينغ ‏ LIV | ليف ريسينغ ‏ LIV       | ليف ريسينغ ‏ LIV |
| --------------- | --------------------- | --------------- |
| م               | عداء                  | مرتبة           |
| 41              | صوفيا بيرتيزولو       | 4               |
| 42              | ثريا بالادين          | 25              |
| 43              | Pauliena Rooijakkers ‏ | 30              |
| 44              | Sabrina Stultiens ‏    | لم يكمل السباق  |

| باركهوتل فالكنبورغ ‏ PHV | باركهوتل فالكنبورغ ‏ PHV | باركهوتل فالكنبورغ ‏ PHV |
| ----------------------- | ----------------------- | ----------------------- |
| م                       | عداء                    | مرتبة                   |
| 51                      | Sylvie Swinkels ‏        | لم يكمل السباق          |
| 52                      | Rachel Neylan ‏          | 19                      |
| 53                      | Belle de Gast ‏          | لم يكمل السباق          |
| 54                      | Marit Raaijmakers ‏      | 51                      |
| 55                      | كيرستي فان هافتن        | 60                      |
| 56                      | Pien Limpens ‏           | 43                      |

| اركيا للسيدات ‏ ARK | اركيا للسيدات ‏ ARK       | اركيا للسيدات ‏ ARK |
| ------------------ | ------------------------ | ------------------ |
| م                  | عداء                     | مرتبة              |
| 61                 | شارلوت بيكر              | لم يكمل السباق     |
| 62                 | Typhaine Laurance ‏       | 44                 |
| 63                 | غلاديس فيرهلست ‏          | 2                  |
| 64                 | Greta Richioud ‏          | لم يكمل السباق     |
| 65                 | Marie-Morgane Le Deunff ‏ | لم يكمل السباق     |
| 66                 | Lucie Jounier ‏           | 37                 |

| إس دي وركس ‏ SDW | إس دي وركس ‏ SDW           | إس دي وركس ‏ SDW |
| --------------- | ------------------------- | --------------- |
| م               | عداء                      | مرتبة           |
| 71              | أنا فان دير بريغين (طريق) | لم يكمل السباق  |
| 72              | Niamh Fisher-Black ‏       | 12              |
| 73              | Anna Shackley ‏            | 20              |
| 74              | روكسان فورنييه            | 57              |
| 75              | آشلي مولمان               | 9               |
| 76              | كارول آن كانويل           | لم يكمل السباق  |

| EF Education–Tibco–SVB ‏ TIB | EF Education–Tibco–SVB ‏ TIB | EF Education–Tibco–SVB ‏ TIB |
| --------------------------- | --------------------------- | --------------------------- |
| م                           | عداء                        | مرتبة                       |
| 81                          | كريستين فولكنر              | 3                           |
| 82                          | Diana Peñuela ‏              | لم يكمل السباق              |
| 83                          | ليا ديكسون ‏                 | لم يكمل السباق              |
| 84                          | نينا كيسلر                  | 34                          |
| 85                          | Tanja Erath ‏                | لم يكمل السباق              |
| 86                          | Abi Smith ‏                  | 16                          |

| FDJ–Suez ‏ FDJ | FDJ–Suez ‏ FDJ       | FDJ–Suez ‏ FDJ |
| ------------- | ------------------- | ------------- |
| م             | عداء                | مرتبة         |
| 91            | مارتا كافالي        | 26            |
| 92            | Stine Borgli ‏       | 36            |
| 93            | Victorie Guilman ‏   | 48            |
| 94            | Marie Le Net ‏       | 28            |
| 95            | Évita Muzic ‏ (طريق) | 5             |
| 96            | جادي فيل            | 49            |

| كانيون–إس آر إيه إم ‏ CSR | كانيون–إس آر إيه إم ‏ CSR | كانيون–إس آر إيه إم ‏ CSR |
| ------------------------ | ------------------------ | ------------------------ |
| م                        | عداء                     | مرتبة                    |
| 101                      | ألينا أمياليوسيك         | 32                       |
| 102                      | Elise Chabbey ‏           | 13                       |
| 103                      | تيفاني كرومويل           | 33                       |
| 104                      | Neve Bradbury ‏           | 53                       |
| 105                      | Mikayla Harvey ‏          | 31                       |
| 106                      | هانا لودفيغ              | لم يكمل السباق           |

| جامبو فيسما للسيدات ‏ TJV | جامبو فيسما للسيدات ‏ TJV | جامبو فيسما للسيدات ‏ TJV |
| ------------------------ | ------------------------ | ------------------------ |
| م                        | عداء                     | مرتبة                    |
| 111                      | Nancy van der Burg ‏      | لم يكمل السباق           |
| 112                      | ريجان ماركوس             | 35                       |
| 113                      | Aafke Soet ‏              | لم يكمل السباق           |
| 114                      | Julie Van de Velde ‏      | 52                       |
| 115                      | آنا هندرسون              | 10                       |
| 116                      | Amber Kraak ‏             | 38                       |

| شارينت ماريتايم سيلينج للسيدات ‏ CMW | شارينت ماريتايم سيلينج للسيدات ‏ CMW | شارينت ماريتايم سيلينج للسيدات ‏ CMW |
| ----------------------------------- | ----------------------------------- | ----------------------------------- |
| م                                   | عداء                                | مرتبة                               |
| 121                                 | Arianna Pruisscher ‏                 | لم يكمل السباق                      |
| 122                                 | Coralie Demay ‏                      | لم يكمل السباق                      |
| 123                                 | Maëva Squiban ‏                      | لم يكمل السباق                      |
| 124                                 | Manon Souyris ‏                      | لم يكمل السباق                      |
| 125                                 | India Grangier ‏                     | 14                                  |
| 126                                 | Noémie Abgrall ‏                     | لم يكمل السباق                      |

| ماسي تكتيك تيم للسيدات ‏ MAT | ماسي تكتيك تيم للسيدات ‏ MAT | ماسي تكتيك تيم للسيدات ‏ MAT |
| --------------------------- | --------------------------- | --------------------------- |
| م                           | عداء                        | مرتبة                       |
| 131                         | Vita Heine ‏ (طريق)          | 54                          |
| 132                         | Špela Kern ‏                 | 29                          |
| 133                         | Mireia Benito ‏              | 56                          |
| 134                         | Mireia Trias ‏               | 59                          |
| 135                         | Olivia Baril ‏               | 47                          |
| 136                         | Maaike Coljé ‏               | 41                          |

| Ceratizit Pro Cycling ‏ WNT | Ceratizit Pro Cycling ‏ WNT | Ceratizit Pro Cycling ‏ WNT |
| -------------------------- | -------------------------- | -------------------------- |
| م                          | عداء                       | مرتبة                      |
| 141                        | Laura Asencio ‏             | 50                         |
| 142                        | إيريكا ماجندي              | 15                         |
| 144                        | Kathrin Hammes ‏            | 45                         |
| 145                        | Sarah Rijkes ‏              | لم يكمل السباق             |
| 146                        | Lara Vieceli ‏              | لم يكمل السباق             |

## التصنيف العام النهائي
| التصنيف العام         | التصنيف العام      | التصنيف العام    | التصنيف العام                      | التصنيف العام |
| العداء                | العداء             | البلد            | الفريق                             | الوقت         |
| --------------------- | ------------------ | ---------------- | ---------------------------------- | ------------- |
| 1                     | إليسا ونغو بورغيني | إيطاليا          | Trek-Segafredo                     | 4 س 06 د 02 ث |
| 2                     | غلاديس فيرهلست ‏    | فرنسا            | Arkéa Pro Cycling Team             | + 12 ث        |
| 3                     | كريستين فولكنر     | الولايات المتحدة | Tibco-Silicon Valley Bank          | + 12 ث        |
| 4                     | صوفيا بيرتيزولو    | إيطاليا          | Liv Racing                         | + 12 ث        |
| 5                     | Évita Muzic ‏       | فرنسا            | FDJ-Nouvelle Aquitaine-Futuroscope | + 12 ث        |
| 6                     | يوجينة بوجاك       | سلوفينيا         | Alé BTC Ljubljana                  | + 12 ث        |
| 7                     | Lizzie Deignan     | المملكة المتحدة  | Trek-Segafredo                     | + 12 ث        |
| 8                     | Coryn Rivera       | الولايات المتحدة | Team DSM                           | + 12 ث        |
| 9                     | آشلي مولمان        | جنوب أفريقيا     | SD Worx                            | + 12 ث        |
| 10                    | آنا هندرسون        | المملكة المتحدة  | Jumbo-Visma                        | + 12 ث        |
| مصدر: ProCyclingStats |                    |                  |                                    |               |

### تصنيف النقاط
| تصنيف النقاط          | تصنيف النقاط                | تصنيف النقاط     | تصنيف النقاط                       | تصنيف النقاط |
| العداء                | العداء                      | البلد            | الفريق                             | النقاط       |
| --------------------- | --------------------------- | ---------------- | ---------------------------------- | ------------ |
| 1                     | أنيميك فان فليوتن           | هولندا           | Movistar Women                     | 2669 نقطة    |
| 2                     | ماريان فوس                  | هولندا           | Jumbo-Visma                        | 2157 نقطة    |
| 3                     | ديمي فوليرينغ               | هولندا           | SD Worx                            | 2067 نقطة    |
| 4                     | إليسا ونغو بورغيني          | إيطاليا          | Trek-Segafredo                     | 2064 نقطة    |
| 5                     | سيسيلي أوتوب لودفيغ         | الدنمارك         | FDJ-Nouvelle Aquitaine-Futuroscope | 1668 نقطة    |
| 6                     | أنا فان دير بريغين          | هولندا           | SD Worx                            | 1640 نقطة    |
| 7                     | Katarzyna Niewiadoma        | بولندا           | Canyon-SRAM Racing                 | 1268 نقطة    |
| 8                     | غريس براون                  | أستراليا         | Team BikeExchange                  | 1066 نقطة    |
| 9                     | Chantal van den Broek-Blaak | هولندا           | SD Worx                            | 933 نقطة     |
| 10                    | كريستين فولكنر              | الولايات المتحدة | Tibco-Silicon Valley Bank          | 898 نقطة     |
| مصدر: ProCyclingStats |                             |                  |                                    |              |

## تصنيف الفرق

### الفرق حسب النقاط
| ترتيب الفرق حسب النقاط | ترتيب الفرق حسب النقاط             | ترتيب الفرق حسب النقاط | ترتيب الفرق حسب النقاط |
| الفريق                 | الفريق                             | البلد                  | النقاط                 |
| ---------------------- | ---------------------------------- | ---------------------- | ---------------------- |
| 1                      | SD Worx                            | هولندا                 | 6875 نقطة              |
| 2                      | Trek-Segafredo                     | الولايات المتحدة       | 4090 نقطة              |
| 3                      | Movistar Women                     | إسبانيا                | 3870 نقطة              |
| 4                      | FDJ-Nouvelle Aquitaine-Futuroscope | فرنسا                  | 3145 نقطة              |
| 5                      | Liv Racing                         | هولندا                 | 2813 نقطة              |
| 6                      | Jumbo-Visma                        | هولندا                 | 2753 نقطة              |
| 7                      | Alé BTC Ljubljana                  | إيطاليا                | 2534 نقطة              |
| 8                      | Canyon-SRAM Racing                 | ألمانيا                | 2249 نقطة              |
| 9                      | Team BikeExchange                  | أستراليا               | 2070 نقطة              |
| 10                     | Team DSM                           | ألمانيا                | 1379 نقطة              |
| مصدر: ProCyclingStats  |                                    |                        |                        |

## تصانيف فرعية

### تصنيف أفضل شاب
| تصنيف أفضل شاب        | تصنيف أفضل شاب      | تصنيف أفضل شاب  | تصنيف أفضل شاب                     | تصنيف أفضل شاب |
| العداء                | العداء              | البلد           | الفريق                             | الوقت          |
| --------------------- | ------------------- | --------------- | ---------------------------------- | -------------- |
| 1                     | Niamh Fisher-Black ‏ | نيوزيلندا       | SD Worx                            |                |
| 2                     | Évita Muzic ‏        | فرنسا           | FDJ-Nouvelle Aquitaine-Futuroscope |                |
| 3                     | Maria Novolodskaya ‏ | روسيا           | A.R. Monex Women's                 |                |
| 4                     | Anna Shackley ‏      | المملكة المتحدة | SD Worx                            |                |
| 5                     | فايفر جورجي         | المملكة المتحدة | Team DSM                           |                |
| 6                     | Sarah Gigante ‏      | أستراليا        | Tibco-Silicon Valley Bank          |                |
| 7                     | Vittoria Guazzini ‏  | إيطاليا         | Valcar Travel & Service            |                |
| 8                     | Marta Jaskulska ‏    | بولندا          | Liv Racing                         |                |
| 9                     | Barbara Malcotti ‏   | إيطاليا         | Valcar Travel & Service            |                |
| 10                    | فرانشيسكا كوش ‏      | ألمانيا         | Team DSM                           |                |
| مصدر: ProCyclingStats |                     |                 |                                    |                |

## وصلات خارجية
- الموقع الرسمي
- لمحة عن سباق جي بي دي بلواي 2021 على موقع  ProCyclingStats   (برو  سايكلنج  ستاتس) - إحصاءات  محترفي  الدراجات.
- جي بي دي بلواي 2021 على موقع إحصائيات الدراجات الإحترافية (الإنجليزية)